# Volta a Catalunya de 1959
La Volta a Catalunya de 1959 fou la 39a edició de la Volta a Catalunya. La prova es disputà en 9 etapes, una d'elles dividides en dos sectors, entre el 6 i el 13 de setembre de 1959, amb un total de 1.306,6 km. El vencedor final fou el valencià Salvador Botella, seguit a tan sols tres segons per Fernando Manzaneque i a dinou per José Herrero.

## Recorregut
En aquesta edició el recorregut queda circumscrit a Catalunya, a diferència de les edicions precedents, alhora que és poc muntanyós. La cursa s'inicia amb les mateixes etapes que l'any anterior, en què al matí es fa el tradicional recorregut per la muntanya de Montjuïc, al qual han de fer 10 voltes, i a la tarda es desplacen fins a Reus, tot passant pel coll de l'Ordal. L'endemà arriben fins a Tortosa, per l'interior, i d'aquí cap a Lleida, passant per Tarragona i el coll de Lilla. En la cinquena etapa hi ha dos sectors, al matí una contrarellotge individual entre Lleida i Vilanova de Bellpuig i a la tarda una etapa en línia fins a Manresa. La sisena etapa, amb final a Palafrugell compta en el seu recorregut amb el pas per l'alt de Les Estenalles en els primers quilòmetres d'etapa. La setena etapa, amb final a Berga, és la més llarga de les etapes i la que es pot considerar com a etapa reina, en comptar amb el coll de Santigosa i uns quilòmetres finals en lleugera pujada fins a Berga. La vuitena etapa és de transició abans de finalitzar la cursa a la muntanya de Montjuïc de Barcelona.

## Etapes
| Etapa | Data           | Recorregut                          | km    | Guanyador            | Líder                  |
| ----- | -------------- | ----------------------------------- | ----- | -------------------- | ---------------------- |
| 1a    | 6 de setembre  | Montjuïc - Montjuïc (Barcelona)     | 38,8  | Miquel Poblet (ESP)  | Miquel Poblet (ESP)    |
| 2a    | 6 de setembre  | Barcelona - Reus                    | 108,0 | José Saura (ESP)     | José Saura (ESP)       |
| 3a    | 7 de setembre  | Reus - Tortosa                      | 113,0 | Josep Segú (ESP)     | Salvador Botella (ESP) |
| 4a    | 8 de setembre  | Tortosa - Lleida                    | 186,0 | Peppino Dante (ITA)  | Salvador Botella (ESP) |
| 5a A  | 9 de setembre  | Lleida - Vilanova de Bellpuig (CRI) | 38,0  | Antoni Karmany (ESP) | Salvador Botella (ESP) |
| 5a B  | 9 de setembre  | Vilanova de Bellpuig - Manresa      | 104,0 | Claude Colette (FRA) | Josep Segú (ESP)       |
| 6a    | 10 de setembre | Manresa - Palafrugell               | 206,0 | Miquel Poblet (ESP)  | José Herrero (ESP)     |
| 7a    | 11 de setembre | Palafrugell - Berga                 | 248,0 | Antoni Karmany (ESP) | Salvador Botella (ESP) |
| 8a    | 12 de setembre | Berga - Argentona                   | 147,0 | Addo Kazianka (ITA)  | Salvador Botella (ESP) |
| 9a    | 13 de setembre | Granollers - Montjuïc (Barcelona)   | 138,8 | Miquel Poblet (ESP)  | Salvador Botella (ESP) |

### Etapa 1. Barcelona - Barcelona. 38,8 km
|   | Ciclista           | Equip       | Temps   |
| - | ------------------ | ----------- | ------- |
| 1 | Miquel Poblet      | Ignis       | 55' 40" |
| 2 | Josep Ametller     | Peña Solera | m. t.   |
| 3 | José Pérez-Francés | Peña Solera | m. t.   |

|   | Ciclista           | Equip       | Temps   |
| - | ------------------ | ----------- | ------- |
| 1 | Miquel Poblet      | Ignis       | 55' 40" |
| 2 | Josep Ametller     | Peña Solera | m. t.   |
| 3 | José Pérez-Francés | Peña Solera | m. t.   |

### Etapa 2. Barcelona - Reus. 108,0 km
|   | Ciclista        | Equip      | Temps      |
| - | --------------- | ---------- | ---------- |
| 1 | José Saura      | Ignis      | 2h 58' 39" |
| 2 | Claude Colette  | Peugeot-BP | + 03"      |
| 3 | Antonio Bertrán | Faema      | + 06"      |

|   | Ciclista        | Equip      | Temps      |
| - | --------------- | ---------- | ---------- |
| 1 | José Saura      | Ignis      | 4h 05' 50" |
| 2 | Claude Colette  | Peugeot-BP | + 03"      |
| 3 | Antonio Bertrán | Faema      | + 06"      |

### Etapa 3. Reus - Tortosa. 113,0 km
|   | Ciclista            | Equip       | Temps      |
| - | ------------------- | ----------- | ---------- |
| 1 | Josep Segú          | Peña Solera | 3h 15' 43" |
| 2 | Salvador Botella    | Faema       | m. t.      |
| 3 | Fernando Manzaneque | Licor 43    | + 05"      |

|   | Ciclista            | Equip       | Temps      |
| - | ------------------- | ----------- | ---------- |
| 1 | Salvador Botella    | Faema       | 7h 10' 33" |
| 2 | Josep Segú          | Peña Solera | + 09"      |
| 3 | Fernando Manzaneque | Licor 43    | + 20"      |

### Etapa 4. Tortosa - Lleida. 186,0 km
|   | Ciclista      | Equip    | Temps      |
| - | ------------- | -------- | ---------- |
| 1 | Peppino Dante | Ignis    | 5h 10' 28" |
| 2 | Miquel Bover  | Licor 43 | + 01' 08"  |
| 3 | Addo Kazianka | Ignis    | m. t.      |

|   | Ciclista            | Equip       | Temps       |
| - | ------------------- | ----------- | ----------- |
| 1 | Salvador Botella    | Faema       | 12h 22' 09" |
| 2 | Josep Segú          | Peña Solera | + 09"       |
| 3 | Fernando Manzaneque | Licor 43    | + 20"       |

### Etapa 5. (5A Lleida - Vilanova de Bellpuig 38 km CRI) i (5B Vilanova de Bellpuig - Manresa 104 km)
|   | Ciclista             | Equip    | Temps   |
| - | -------------------- | -------- | ------- |
| 1 | Antoni Karmany       | Kas      | 58' 08" |
| 2 | José Gómez del Moral | Boxing   | + 12"   |
| 3 | Antonio Suárez       | Licor 43 | + 16".  |

|   | Ciclista         | Equip      | Temps      |
| - | ---------------- | ---------- | ---------- |
| 1 | Claude Colette   | Peugeot-BP | 2h 38' 30" |
| 2 | Miquel Poblet    | Ignis      | + 01' 55"  |
| 3 | Maurice Meuleman | Peugeot-BP | m. t.      |

|   | Ciclista             | Equip      | Temps      |
| - | -------------------- | ---------- | ---------- |
| 1 | Antoni Karmany       | Kas        | 3h 38' 33" |
| 2 | Claude Colette       | Peugeot-BP | + 02"      |
| 3 | José Gómez del Moral | Boxing     | + 12"      |

|   | Ciclista                | Equip       | Temps       |
| - | ----------------------- | ----------- | ----------- |
| 1 | Josep Segú              | Peña Solera | 16h 01' 23" |
| 2 | José Herrero Berrendero | Tricofilina | + 35"       |
| 3 | Salvador Botella        | Faema       | + 48"       |

### Etapa 6. Manresa - Palafrugell. 206,0 km
|   | Ciclista         | Equip    | Temps      |
| - | ---------------- | -------- | ---------- |
| 1 | Miquel Poblet    | Ignis    | 5h 49' 06" |
| 2 | Salvador Botella | Faema    | m. t.      |
| 3 | Antonio Suárez   | Licor 43 | m. t.      |

|   | Ciclista                | Equip       | Temps       |
| - | ----------------------- | ----------- | ----------- |
| 1 | José Herrero Berrendero | Tricofilina | 21h 51' 06" |
| 2 | Salvador Botella        | Faema       | + 11"       |
| 3 | Fernando Manzaneque     | Licor 43    | + 14"       |

### Etapa 7. Palafrugell - Berga. 248,0 km
|   | Ciclista             | Equip    | Temps      |
| - | -------------------- | -------- | ---------- |
| 1 | Antoni Karmany       | Kas      | 7h 11' 54" |
| 2 | José Gómez del Moral | Boxing   | + 52"      |
| 3 | Antonio Suárez       | Licor 43 | + 01' 16"  |

|   | Ciclista                | Equip       | Temps       |
| - | ----------------------- | ----------- | ----------- |
| 1 | Salvador Botella        | Faema       | 29h 04' 27" |
| 2 | Fernando Manzaneque     | Licor 43    | + 03"       |
| 3 | José Herrero Berrendero | Tricofilina | + 19"       |

### Etapa 8. Berga - Argentona. 147,0 km
|   | Ciclista              | Equip       | Temps      |
| - | --------------------- | ----------- | ---------- |
| 1 | Addo Kazianka         | Ignis       | 4h 14' 29" |
| 2 | Juan Antonio Belmonte | Peña Solera | + 06"      |
| 3 | Miquel Poblet         | Ignis       | + 22"      |

|   | Ciclista                | Equip       | Temps       |
| - | ----------------------- | ----------- | ----------- |
| 1 | Salvador Botella        | Faema       | 33h 19' 18" |
| 2 | Fernando Manzaneque     | Licor 43    | + 03"       |
| 3 | José Herrero Berrendero | Tricofilina | + 19"       |

### Etapa 9. Granollers - Barcelona. 138,0 km
|   | Ciclista        | Equip      | Temps      |
| - | --------------- | ---------- | ---------- |
| 1 | Miquel Poblet   | Ignis      | 3h 34' 59" |
| 2 | Ángel Guardiola | Licor 43   | m. t.      |
| 3 | Jaume Alomar    | Peugeot-BP | m. t.      |

|   | Ciclista                | Equip       | Temps       |
| - | ----------------------- | ----------- | ----------- |
| 1 | Salvador Botella        | Faema       | 36h 54' 53" |
| 2 | Fernando Manzaneque     | Licor 43    | + 03"       |
| 3 | José Herrero Berrendero | Tricofilina | + 19"       |

## Classificacions finals

### Classificació general
| Pos. | Ciclista                   | Club        | Temps       |
| ---- | -------------------------- | ----------- | ----------- |
| 1    | Salvador Botella (ESP)     | Faema       | 36h 54' 53" |
| 2    | Fernando Manzaneque (ESP)  | Licor 43    | + 3"        |
| 3    | José Herrero (ESP)         | Tricofilina | + 19"       |
| 4    | Miquel Pacheco (ESP)       | Faema       | + 1' 00"    |
| 5    | Antoni Karmany (ESP)       | Kas         | + 1' 16"    |
| 6    | Antonio Suárez (ESP)       | Licor 43    | + 1' 50"    |
| 7    | Claude Colette (FRA)       | Peugeot-BP  | + 2' 01"    |
| 8    | José Gómez del Moral (ESP) | Boxing      | + 2' 20"    |
| 9    | Luis Otaño (ESP)           | Peugeot-BP  | + 3' 44"    |
| 10   | Jaume Alomar (ESP)         | Peugeot-BP  | + 3' 49"    |

## Classificacions secundàries
| Pos. | Ciclista               | Club  | Punts |
| ---- | ---------------------- | ----- | ----- |
| 1    | Antoni Karmany (ESP)   | Kas   | 33    |
| 2    | Angelino Soler (ESP)   | Faema | 23    |
| 3    | Salvador Botella (ESP) | Faema | 18    |

| Pos. | Ciclista            | Club     | Punts |
| ---- | ------------------- | -------- | ----- |
| 1    | Vicent Iturat (ESP) | Licor 43 | 18    |
| 2    | Anicet Utset (ESP)  | Faema    | 13    |
| 3    | Carlos Pérez (ESP)  | Faema    | 6     |

| \| Pos. \| Ciclista \| Club \| Punts \| \| ---- \| ---------------------- \| ---------- \| ----- \| \| 1 \| Miquel Poblet (ESP) \| Ignis \| 103 \| \| 2 \| Salvador Botella (ESP) \| Faema \| 141 \| \| 3 \| Pierre Ruby (FRA) \| Peugeot-BP \| 166 \| | - Combativitat: Miquel Poblet - Esportivitat: Juan Antonio Belmonte - Corredor més ràpid: Miquel Poblet amb 41,819 km/h en la 1a etapa - Més victòries d'etapa: Miquel Poblet, amb 3 |            |       |
| Pos. | Ciclista | Club       | Punts |
| 1 | Miquel Poblet (ESP) | Ignis      | 103   |
| 2 | Salvador Botella (ESP) | Faema      | 141   |
| 3 | Pierre Ruby (FRA) | Peugeot-BP | 166   |